# Krystyna Kowalik-Bańczyk
Krystyna Kinga Kowalik-Bańczyk (ur. 30 lipca 1976 w Gdańsku) – polska prawniczka, specjalistka prawa europejskiego, sędzia Sądu Unii Europejskiej (od 2016).

## Życiorys
W 1999 ukończyła studia prawnicze na Wydziale Prawa i Administracji Uniwersytetu Gdańskiego. Jako stypendystka rządu francuskiego w roku akademickim 1999/2000 odbyła studia podyplomowe z prawa europejskiego na Uniwersytecie Nauk Społecznych w Tuluzie. Jako stypendystka rządu polskiego w 2002 otrzymała tytuł Master of European Studies w Kolegium Europejskim w Brugii. W 2004 została doktorem nauk prawnych w specjalności prawo europejskie na podstawie dysertacji Regulacja prawna handlu elektronicznego w prawie międzynarodowym i w prawie Unii Europejskiej, napisanej pod kierunkiem Władysława Czaplińskiego i obronionej w Instytucie Nauk Prawnych Polskiej Akademii Nauk. W 2014 habilitowała się w tej samej jednostce na podstawie monografii Prawo do obrony w unijnych postępowaniach antymonopolowych – w kierunku unifikacji standardów proceduralnych w Unii Europejskiej.
Jej zainteresowania badawcze obejmują europejskie prawo konkurencji, europejskie prawo łączności elektronicznej i ogólne zagadnienia stosowania prawa Unii Europejskiej.
Wykładała w Centrum Europejskim Uniwersytetu Warszawskiego (2002–2010), Europejskiej Wyższej Szkole Prawa i Administracji w Warszawie, na Wydziale Zarządzania i Ekonomii Politechniki Gdańskiej. Prowadziła także zajęcia dla sędziów i prokuratorów. W latach 2006–2014 pracowała w Instytucie Nauk Prawnych PAN. Jako stypendystka lub profesor wizytująca gościła na uczelniach we Florencji, Lozannie, Paryżu, Nicei, Rzymie i Luksemburgu.
19 września 2016 została sędzią Sądu Unii Europejskiej, 19 września 2022 została prezeską VII Izby Sądu.
Członkini kolegiów redakcyjnych m.in. „Europejskiego Przeglądu Sądowego” i „Yearbook of Antitrust and Regulatory Studies”.

## Wybrane publikacje
- Krystyna Kowalik-Bańczyk, Sposoby regulacji handlu elektronicznego w prawie wspólnotowym i międzynarodowym, Kraków: Kantor Wydawniczy Zakamycze. Wolters Kluwer Polska, 2006, s. 330, ISBN 83-7444-163-1.
- Krystyna Kowalik-Bańczyk, Problematyka ochrony praw podstawowych w unijnych postępowaniach w sprawach z zakresu ochrony konkurencji = The issues of the protection of fundamental rights in EU competition proceedings, Warszawa: Centrum Europejskie Natolin, 2010, s. 151, ISBN 978-83-931351-4-1 (pol. • ang.).
- Krystyna Kowalik-Bańczyk, Prawo do obrony w unijnych postępowaniach antymonopolowych. W kierunku unifikacji standardów proceduralnych w Unii Europejskiej, Warszawa: Wolters Kluwer Polska, 2012, s. 630, ISBN 978-83-264-4065-6.